# Hanriot HD.3
L'Hanriot HD.3 fu un aereo da caccia monomotore, biposto e biplano sviluppato dall'azienda aeronautica francese Aéroplanes Hanriot et Cie negli anni dieci del XX secolo.
Caratterizzato dall'adozione di un motore radiale dall'insolito raffreddamento a liquido e da un armamento offensivo basato su quattro mitragliatrici calibro 0.303 in (7,7 mm) venne principalmente utilizzato dai reparti aerei dell'Armée de terre, l'esercito francese, durante le fasi finali della prima guerra mondiale, inoltre adottato dalla Marine nationale, la marina militare francese, nella sua componente aerea, la Aviation maritime, a conflitto concluso.

## Storia del progetto
Durante le prime fasi della prima guerra mondiale, il rapido sviluppo dell'industria aeronautica favorì lo sviluppo di nuovi modelli per la necessità di costante adeguamento della flotta aerea delle varie nazioni impegnate nel conflitto. In quest'ottica l'ufficio tecnico dell'Hanriot, nella figura principale dell'ingegnere Emile Dupont, avviò lo sviluppo di un nuovo velivolo rispondente alle specifiche C2, ovvero un caccia biposto, da proporre all'Armée de terre. Il progetto era relativo ad un velivolo di impostazione, per l'epoca, convenzionale, e riproponeva nell'aspetto il precedente caccia HD.1 monoposto in una sua variante ingrandita nelle misure generali: velatura biplana a scalamento positivo con ali di eguale apertura e collegate tra loro da una singola coppia per lato di montanti integrati da tiranti in cavetto d'acciaio, abitacoli aperti, in questo caso due in tandem l'anteriore per il pilota ed il posteriore per il mitragliere di coda, e carrello d'atterraggio biciclo fisso, con ruote collocate ai vertici di un assale rigido ammortizzato integrato da un pattino d'appoggio collocato sotto la coda. Particolarità del progetto era un ulteriore irrobustimento della velatura nel piano alare inferiore, collegato dall'estradosso alla fusoliera da una coppia per lato di aste di controvento.
Il prototipo, portato in volo per la prima volta nel giugno 1917, nelle successive prove di valutazione si dimostrò in grado di esprimere eccellenti prestazioni tanto da convincere il governo francese alla sottoscrizione di un contratto di fornitura per 300 unità nel 1918. Tuttavia il termine del conflitto ridimensionò le esigenze delle forze armate francesi ed il governo decise di cancellare l'ordine dopo circa 75 esemplari forniti ai reparti dell'esercito francese e impiegati nell'Aéronautique Militaire e 15 unità alla marina francese per la sua Aéronautique Maritime.

## Impiego operativo
Un esemplare destinato all'Aéronautique Maritime, nell'estate 1918 venne modificato in idrovolante, rimuovendo il convenzionale carrello d'atterraggio con una coppia di galleggianti e adottando un impennaggio dalla deriva di maggiore superficie. La variante avrebbe dovuto diventare il prototipo dell'idrocaccia HD.4 ma anche in questo caso il termine della guerra rese superflua l'adozione di un simile velivolo e l'HD.4 cancellato. Condivise la stessa sorte anche la pianificata variante caccia notturno, indicata come HD.3bis, caratterizzata da una diversa ala, dal profilo di maggiori dimensioni e dotata di alettoni bilanciati, e impennaggio con timone bilanciato e dalla superficie maggiorata.
Dopo la guerra uno degli esemplari della Marine nationale venne impiegato nelle prove operative nella nuova portaerei Béarn mentre un secondo venne utilizzato per prove di flottaggio presso l'isola di Grain.

## Utilizzatori
Francia
- Aviation Militaire
- Aviation maritime